# Борепейр, Фрэнк
Сэр Фрэнсис «Фрэнк» Джозеф Эдмунд Борепейр (англ. Sir Francis "Frank" Joseph Edmund Beaurepaire; 13 мая 1891, Мельбурн — 29 мая 1956, Мельбурн) — австралийский пловец, призёр летних Олимпийских игр, политик и бизнесмен.

## Биография

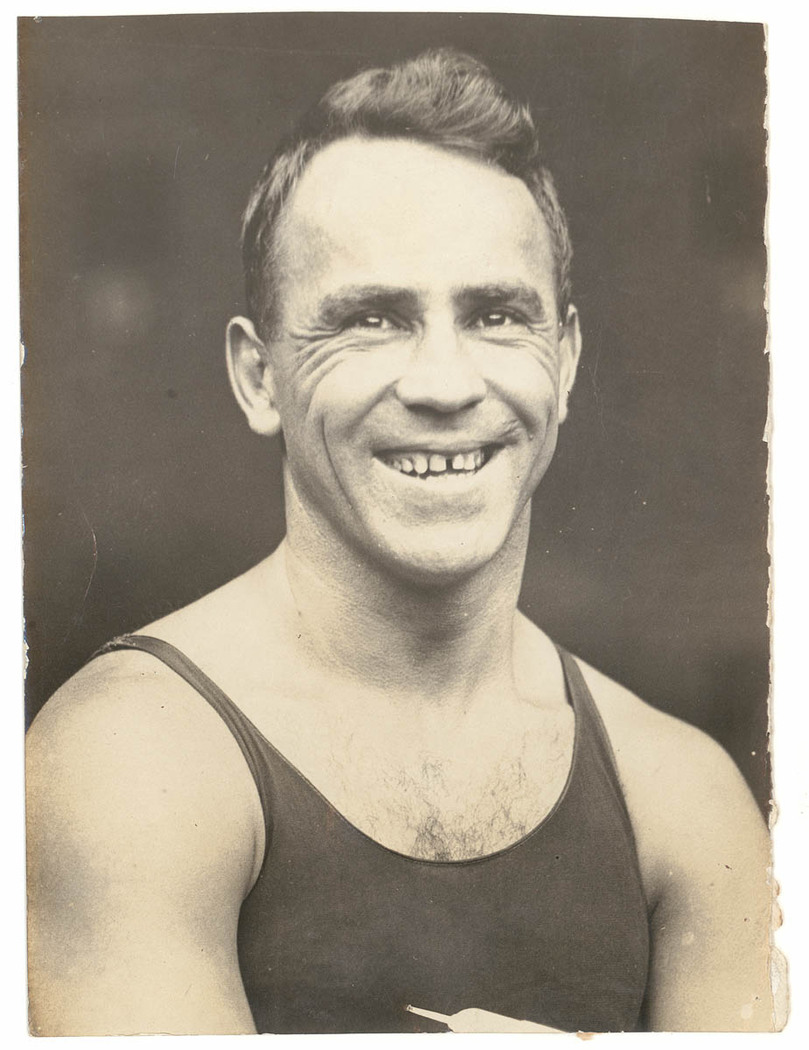

Первые плавательные успехи Борепейра начались в возрасте 14 лет, когда он выиграл соревнования штата Виктория в 1906 году, а через два года стал чемпионом Австралии в трёх дисциплинах. После этого он уехал в Европу, где принял участие во многих соревнованиях, включая летние Олимпийские игры 1908 в Лондоне, где получил серебряную медаль в плавании на 400 м вольным стилем, бронзовую на 1500 м, и четвёртое место в эстафете 4×200 м вольным стилем. Также он выигрывал чемпионаты Великобритании, Франции, Германии и Бельгии.
Вернувшись в Австралию, Борепейр снова несколько раз выигрывал чемпионат страны, и в 1911 году стал плавательным инструктором, из-за чего он стал считаться профессионалом и не смог участвовать в Олимпийских играх 1912 в Стокгольме.
С началом Первой мировой войны, Борепейр стал служить в австралийской пехоте, но после аппендицита стал непригодным к службе. В 1916 году он присоединился к организации YMCA и уехал в Европу, где служил в Англии и Франции. В 1918 году он вернулся со службы домой.
После войны Борепейр стал страховщиком и продолжил заниматься плаванием. На летних Олимпийских играх 1920 в Антверпене он занял третье место на дистанции 1500 м вольным стилем и второе в эстафете 4×200. Он также прошёл в финал заплыва на 400 м, но не смог финишировать. В следующем году он стал пятикратным чемпионом Австралии, а на Олимпиаде 1924 в Париже повторил свой успех прошлых соревнований, только в плавании на 400 м он остановился на полуфинале.
После завершения спортивной карьеры Борейпер занялся бизнесом и политикой. С 1940 по 1942 год он был мэром Мельбурна. На летних Олимпийских игр 1948 входил в делегацию, предлагавшую именно этот город в качестве столицы летних Олимпийских игр 1956, и в конце концов Мельбурн получил это право.
Борепейр умер незадолго от открытия Игр от сердечного приступа.